# Echo Park
Echo Park – trzeci album zespołu Feeder. Został wydany w 2001 roku. Jest najlepszym albumem tego zespołu. To z niego pochodzi ich największy hit - singiel Buck Rogers. Single z albumu "Buck Rogers", "Seven Days in the Sun" i "Turn" z "Piece By Piece". 

## Utwory
1. "Standing On The Edge" - 3:13
2. "Buck Rogers" - 3:13
3. "Piece by Piece" - 3:49
4. "Seven Days In The Sun" - 3:39
5. "We Can't Rewind" - 3:50
6. "Turn" - 4:31
7. "Choke" - 3:20
8. "Oxygen" - 4:20
9. "Tell All Your Friends" - 2:55
10. "Under The Weather" - 3:33
11. "Bug" - 3:43
12. "Just a Day" - 3:45